# HMIS Jumna (U21)
«Джамна» (англ. HMIS Jumna (U21) — військовий корабель, шлюп типу  «Блек Свон» Королівського військово-морського флоту Великої Британії за часів Другої світової війни.

## Історія створення
Шлюп «Джамна» був закладений 28 лютого 1940 року на верфі компанії William Denny and Brothers у місті Дамбартон. Спущений на воду 16 листопада 1940 року, вступив у стрій 13 травня 1941 року.
Свою назву корабель отримав на честь річки Джамна, найбільшої притоки Гангу.

## Історія служби

### У складі ВМС Великої Британії
Після вступу у стрій шлюп «Джамна» супроводжував конвої біля узбережжя Великої Британії. Протягом вересня-листопада 1941 року здійснив перехід в Суец навколо Африки. З початком війни з Японією у грудні 1941 року вирушив до Індії. Супроводжував конвой  DM-1 з військами, відправленими для підсилення Сінгапура. Після ремонту, який тривав до кінця квітня 1942 року, супроводжував конвої на маршруті Бомбей-Коломбо, а з серпня - на маршруті Бомбей-Аден.
У травні 1943 року корабель був переведений в Середземне море. Брав участь у висадці союзників на Сицилії. У серпні повернувся в Індійський океан, де займався супроводом конвоїв. 11 лютого 1944 року разом з тральщиками «Іпсвіч» і «Лонсестон» потопив японський підводний човен Ro-110.
Після ремонту протягом липня-серпня 1944 року ніс службу біля узбережжя Бірми.

### У складі ВМС Індії
У 1947 році, із здобуттям Індією незалежності, шлюп «Джамна» був переданий новоствореним ВМС Індії, де отримав назву «INS Jamuna (U21)» відповідно до індійської транскрипції.
Корабель входив до складу 12-ї ескадри фрегатів, пізніше використовувався як навчальний корабель та гідрографічне судно. Виключений зі складу флоту у 1980 році, розібраний у 1981 році.